# 미셸 기진
미셸 기진(독일어: Michelle Gisin, 1993년 12월 5일~)은 스위스의 알파인 스키 선수이다. 2018년 동계 올림픽과 2022년 동계 올림픽 알파인 스키 복합 종목에서 금메달을 획득하며 올림픽 2연패를 달성했다. 2014년 동계 올림픽 알파인 스키 활강 종목 금메달리스트인 도미니크 기진의 친동생이다.